# Озонотерапія
Озонотерапíя — метод лікування із застосуванням озону, отриманого за допомогою медичного озонатора з кисню у терапевтичних концентраціях. Озонотерапія відноситься до заходів з нетрадиційної медицини. Історія озонотерапії почалася в 19 столітті.
Слід пам'ятати, що озон токсичний і несе небезпеку при вдиханні і внутрішньовенному застосуванні.
Озонотерапію дуже часто пропонують як альтернативну медицину для лікування різних хвороб, в тому числі раку, але на сьогодні відсутні будь які дослідження, які б могли підтвердити ефективність цього методу.
Американська онкологічна спільнота дійшла висновку, що не існує достатніх доказів щодо ефективності озонотерапії при лікуванні будь-яких захворювань.
Застереження: озон є надзвичайно токсичною сполукою; ГДК становить від 10-5 % (нормативи СРСР) подразнюють слизову оболонку конценнтрації — від 2-5∙10−6 % (MSDS). У жодному разі не вдихати озонокисневу суміш, це може закінчитися летально.

## Ефективість
Станом на 2021 рік свідчень, які доводять ефективність озонотерапії, не існує. Рандомізовані контрольовані клінічні випробування на людях проводилися в 2008—2016 роках, але результати не опубліковані досі.
- З 2008 по 2014 роки в США досліджувалося лікування озоном поперекової міжхребцевої грижі (в порівнянні з киснем і мікродискектомія), результат так і був опублікований[2].
- З 2009 по 2016 роки в США досліджувалося лікування озоновмісним розчином остеоартриту колінного суглоба (в порівнянні з плацебо), результат не був опублікований[3].
- У 2004 році в контрольованому сліпому рандомізованому дослідженні не виявлено жодного ефекту від озонування крові (в терапевтичній дозі 50 мкг / мл) при гемодіалізі[4].